# Nieuport (entreprise)
Pour les articles homonymes, voir Nieuport.

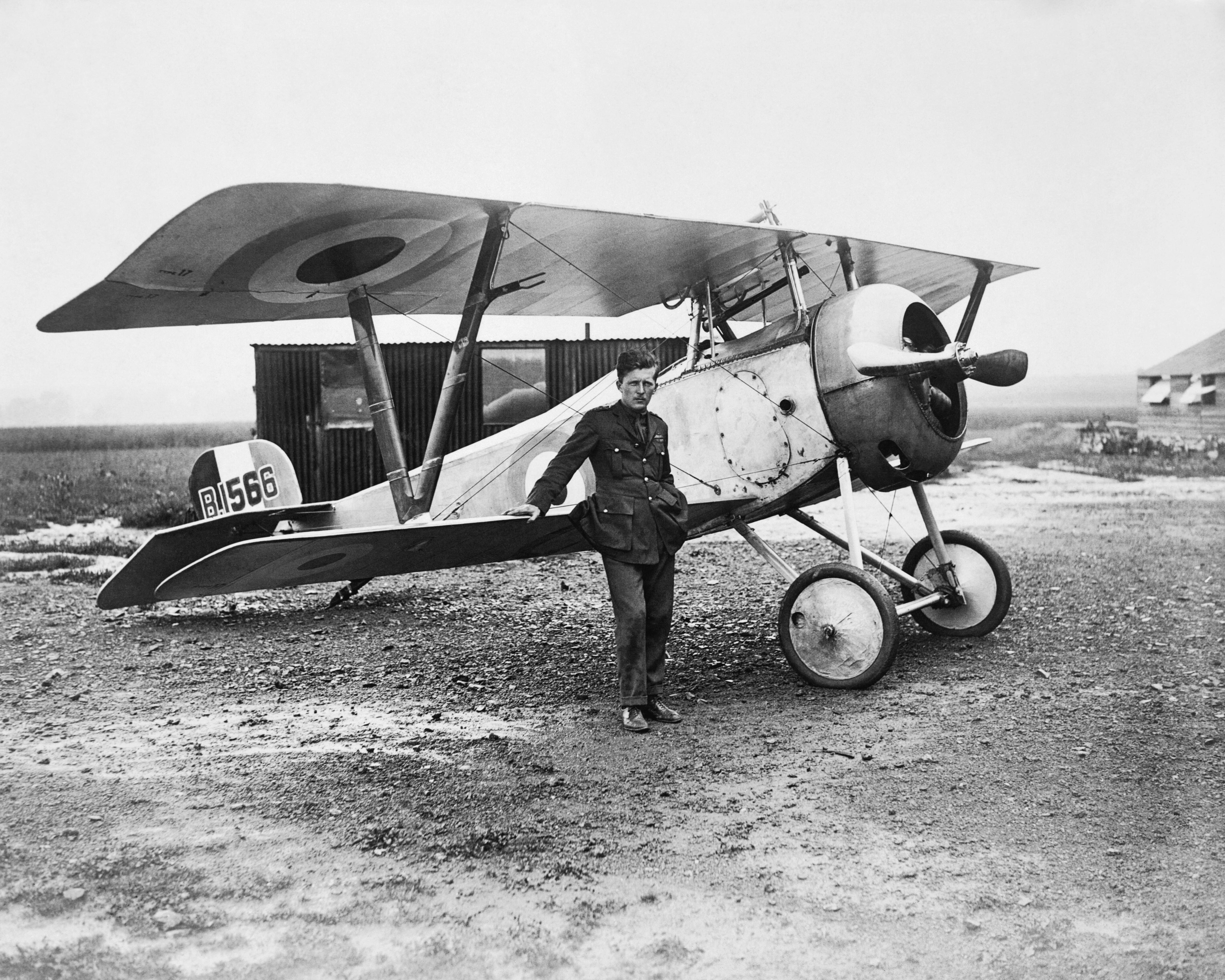
Billy Bishop et un Nieuport 17 britannique en France.

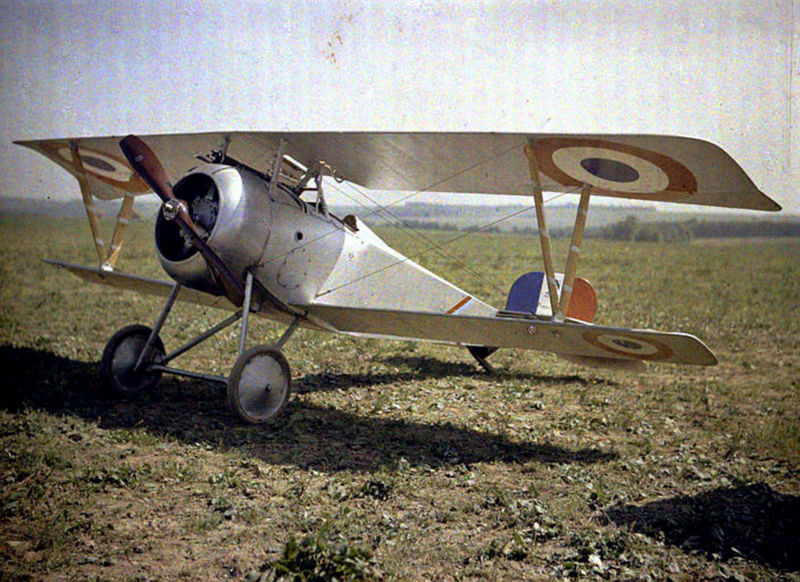
Un chasseur Nieuport 17 C.1 de la Première Guerre mondiale.

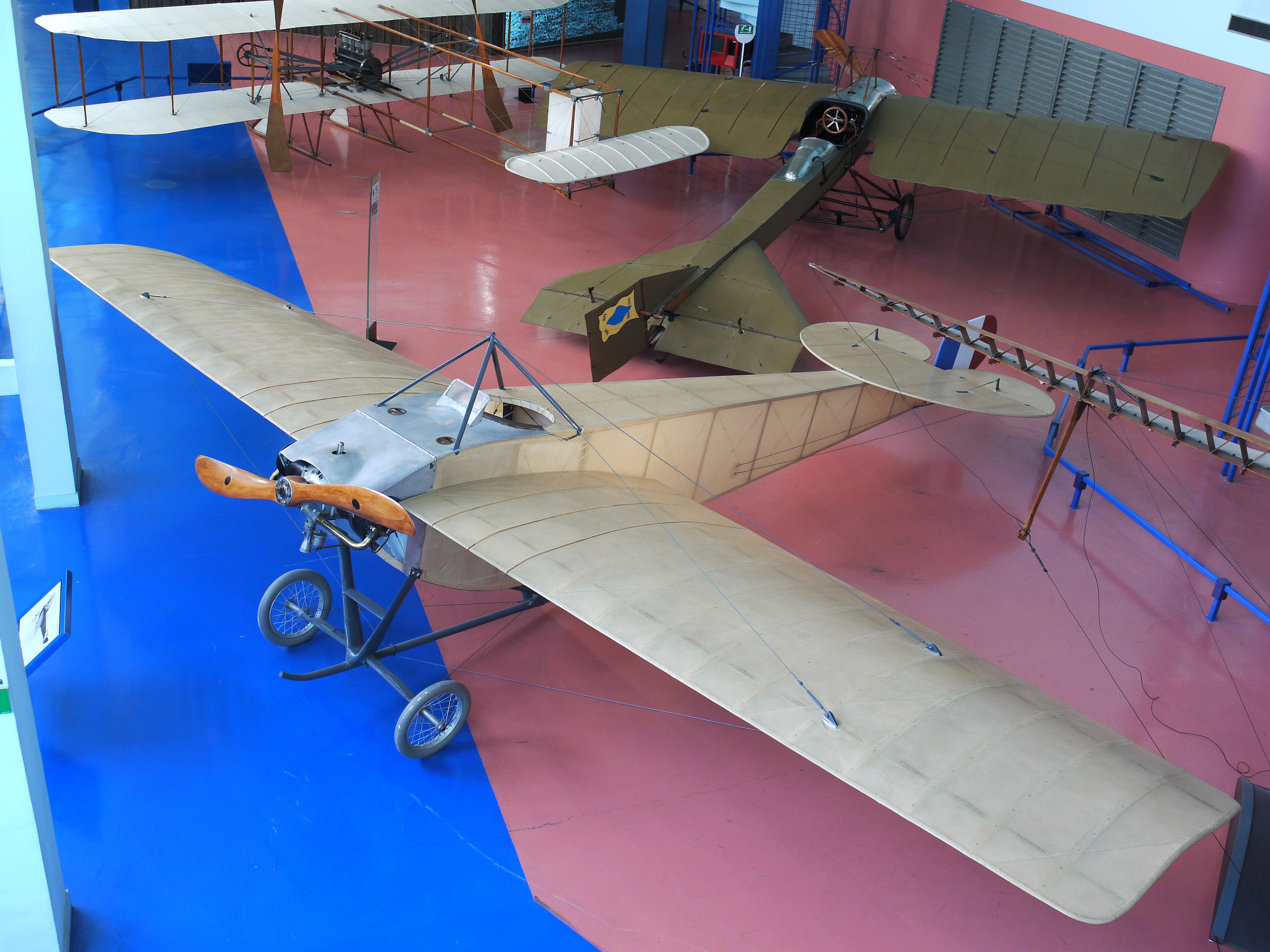
Nieuport II N.

La Société anonyme des Établissements Nieuport est une entreprise de construction aéronautique française disparue. Elle faisait suite à la Nieuport-Duplex et portait initialement le nom de Société générale d'Aéro-Locomotion (SGAL), fondée en 1908 par Édouard Nieuport pour étudier et construire des aéronefs. Achetée en 1913 par la famille Deutsch de la Meurthe, elle devint Nieuport-Astra à la suite de la fusion avec la Société Astra en 1921, avant de fusionner le juillet 1935 avec Loire Aviation sous le nom de Société anonyme Loire-Nieuport. 
En janvier 1937, cette société a rejoint la SNCAO à la suite de la loi de nationalisation des industries aéronautiques de 1936.

## La Société générale d’Aéro-Locomotion
En 1902, Édouard Nieuport fonde à Suresnes, avec son frère Charles, une entreprise fabriquant des magnétos, des bougies ou des accumulateurs pour l'automobile, la Nieuport-Duplex. L'entreprise compte parmi ses clients la firme Citroën et Léon Levavasseur, qui adopte l'allumage Nieuport-Duplex sur ses moteurs d'avion. Le moteur Antoinette équipant le biplan Voisin qui permet à Henri Farman de couvrir le premier kilomètre en 1907 est doté d'un allumage Nieuport-Duplex. 
Le 13 janvier 1908, la Nieuport-Duplex se transforme en Société générale d'Aéro-Locomotion (SGAL) avec le soutien financier du lieutenant de Caumont La Force, mais aussi de la famille de Niéport. Édouard Nieuport, qui a alors 35 ans et un passé sportif, veut donc construire des aéroplanes de compétition. La première réalisation de la SGAL est donc un monoplan ultraléger, le Nieuport I, qui atteint 70 km/h avec un moteur ne dépassant pas les 20 chevaux. Il est malheureusement victime de la crue de la Seine en janvier 1910.
En avril 1910, la SGAL ouvre un atelier au camp militaire de Mourmelon-le-Grand, dans la Marne, loin des inondations et près de ses concurrents et clients potentiels. Le monoplan Nieuport II qui y est construit permet à Édouard Nieuport d'obtenir son brevet de pilote (no 105 de l'Aéro-Club de France) le 10 juin 1910. Il se fait aussi remarquer par les évolutions serrées qu'il réalise sur son monoplace. Le Nieuport II est aussi le premier avion de la firme à connaitre plusieurs versions et à faire l'objet d'une commande militaire. Une soixantaine d'exemplaires sont vendus.

## Nieuport et Deplante
Le 30 décembre 1910, le principal actionnaire de la SGAL, le lieutenant de Caumont La Force, se tue à Buc en essayant un REP Type III. Édouard Nieuport décide de le remplacer comme pilote tout en recherchant une meilleure assise financière pour son entreprise. En mai 1911 est créée la Société Nieuport (E) et Deplante, installée au 9, rue de Seine (aujourd'hui rue Édouard-Nieuport) à Suresnes.
Avec les premiers succès commerciaux les effectifs de l'entreprise s’étoffent. Alors que Léon Bazaine est chargé de la production, un pilote professionnel est recruté. Le choix se porte sur Charles Weymann.  
L'année 1911 est une année de contrastes : le 6 mars 1911, Édouard Nieuport dépasse les 101 km/h avec un moteur de 28 ch, puis porte le record du monde de vitesse à 119 km/h le 21 mai et à 133 km/h le 16 juin sur son Nieuport IIN. Le 1er juillet, à Eastchurch (Grande-Bretagne), la coupe de vitesse Gordon-Bennett voit Charles Weymann et Édouard Nieuport se classer respectivement premier et troisième, et Armand Gobé effectue un vol de 740 km sur un Nieuport IIG de 70 ch. Victime d'un accident à l'atterrissage, Édouard Nieuport se tue le 15 septembre 1911. 
Disputé en novembre suivant à l'initiative du général Roques, le Concours des avions militaires de Reims est remporté par Charles Weymann sur Nieuport IV G à moteur Gnome de 100 ch. L'année 1911 se termine sur une autre victoire posthume d'Édouard Nieuport : à bord d'un Nieuport II à moteur Darracq-Nieuport Armand Gobé porte le record du monde de distance à 740 km (8 h 16 min).  
La disparition d'Édouard Nieuport aurait pu avoir des conséquences considérables pour la firme de Suresnes. Cependant Charles Nieuport travaillait depuis assez longtemps auprès de son frère pour reprendre le flambeau. Né le 4 août 1878, il obtient son brevet civil (no 742 de l'Aéro-Club de France) le 22 janvier 1912, puis le brevet militaire no 156 le 9 février suivant, ce qui lui permet d'assurer la réception des avions militaires Nieuport II G et IV G.  
Le 24 janvier 1913, Charles Nieuport et le mécanicien Guillot effectuent à Étampes des essais de réception, préalables à la livraison de trois monoplans triplaces à l'armée. Après avoir atteint l'altitude de 500 m avec une charge de 500 kg, ils effectuent un atterrissage un peu brutal, mais redécollent immédiatement. Or une commande de gauchissement a été faussée lors de l'atterrissage et quand ils atteignent environ 300 m, l'avion décroche dans un virage serré et percute le sol, tuant ses occupants.

## La Société anonyme des Établissements Nieuport
Déjà propriétaire de la Société Astra de constructions aéronautiques, Henry Deutsch de la Meurthe décide de racheter les brevets Nieuport et de séparer les activités. La Société Anonyme des Équipements Électriques poursuit à Suresnes la production de magnétos et de bougies d'allumage, tandis qu'une nouvelle entreprise, la Société anonyme des Établissements Nieuport (capital de 1,2 million de francs), doit assurer la production d'avions dans une nouvelle usine, mise en chantier à Issy-les-Moulineaux. Car les ateliers de Suresnes sont déjà trop exigus et, pour assurer les commandes, il a été nécessaire de sous-traiter une partie de la production auprès de la société Fernand Lioré, implantée à Levallois-Perret. Une école de pilotage est également ouverte à Villacoublay. Léon Bazaine est nommé directeur commercial et Henry de la Fresnaye directeur technique des Établissements Nieuport. 
Or, début 1913, la situation de Nieuport reste précaire. Avec l'apparition des monoplans parasol de la firme Morane-Saulnier, offrant une excellente visibilité vers le bas, on n'a livré à l'armée française que de quoi équiper deux escadrilles, une pour l'armée (N 12) et une pour la marine. Certes, un certain nombre de commandes à l'exportation (Suède, États-Unis, Japon, Grande-Bretagne) ou la cession de licences de fabrication (Russie et Italie) assurent la survie de l'entreprise, mais il ne semble pas que plus de 250 cellules soient sorties des ateliers de Suresnes entre 1912 et 1914.
Début 1914, Gustave Delage est nommé directeur technique et directeur général du département des aéroplanes, puis il est mobilisé en août 1914, tandis que les ouvriers non mobilisés sont transférés à Tours pour y produire des biplans Voisin III. En effet, le général Hirschauer a limité à quatre le nombre de types d’appareils utilisés par l'Aéronautique militaire, dont un seul monoplan, le Morane-Saulnier parasol. L'avance allemande ne semblant pas menacer Paris, l'usine d'Issy-les-Moulineaux reprend son activité en novembre 1914, retrouvant la quasi-totalité de ses spécialistes en avril 1915. 
Dès son retour à Issy-les-Moulineaux en février 1915, Gustave Delage dessine un nouveau type d'appareils. Les premiers sesquiplans Nieuport arrivent au front en mai 1915, 66 exemplaires étant livrés fin août 1915, 51 supplémentaires avant fin octobre et 40 autres avant la fin de l'année. Au total un millier de Nieuport 10 sont produits en France, en Grande-Bretagne, en Italie et en Russie. Ce modèle donne naissance au Nieuport 12 de reconnaissance et d'escorte. Plus compact, le Nieuport 11BB, premier des célèbres chasseurs Nieuport Bébé, est construit à 7 200 exemplaires entre 1915 et 1917, suivis des Nie-16 et Nie-17 (4 000 exemplaires).
En novembre 1916, la société Nieuport & General Aircraft Company est créée en Grande-Bretagne pour contrôler la fabrication des chasseurs Nieuport dans ce pays. L'ingénieur Henry Phillip Folland, rendu disponible par la dissolution du bureau d'études de la Royal Aircraft Factory, est également embauché pour développer de nouvelles machines. En novembre 1917, la firme Nieuport occupe 4 500 m2 à Issy-les-Moulineaux et emploie 3 600 ouvriers répartis dans sept ateliers ; en octobre 1918, l'effectif est de 4 200. 
Si, à partir de 1916, l'armée préfère les chasseurs SPAD, le Nie-24 est construit en série pour la Belgique ou les États-Unis, et des monoplaces d’entrainement à la chasse Nie-27, puis des Nieuport 28 sont fabriqués là encore pour les Américains.   
En août 1918, Alphonse Tellier, malade, cède la Société A. Tellier et Cie à Nieuport, les ateliers installés quai de Seine à Argenteuil et dans l’île de la Jatte devenant la division marine, dont Alphonse Tellier reste directeur technique, tandis que l'ingénieur Robert Duhamel prend la direction du bureau d'études d'Issy-les-Moulineaux. Nieuport fait à cette époque l'acquisition d'un vaste terrain a Bordeaux, projetant d'y construire une grande usine pour construire l'hydravion quadrimoteur transatlantique Tellier 4R 450. Ce projet est finalement abandonné et Alphonse Tellier, déçu et trop malade, abandonne toute activité professionnelle en 1919 pour se retirer à Grasse.

## De Nieuport à Nieuport-Astra
L'Armistice de 1918 entraîna l'annulation brutale des commandes de guerre, situation aggravée chez Nieuport par la disparition de son propriétaire, Henry Deutsch de la Meurthe, le 24 novembre 1919. Les taxes de guerre, votées en avril 1920, aggravèrent encore la situation et auraient pu entraîner la disparition de l'entreprise, comme pour Voisin. Mais la famille Deutsch de la Meurthe profitait de licences de fabrication cédées à l'étranger et de revenus pétroliers grâce à la Société des pétroles Jupiter. Elle décida donc d'injecter de nouveaux capitaux pour soutenir la Société Astra de constructions aéronautiques, la Société anonyme des Établissements Nieuport et la Compagnie générale transaérienne. En août 1921, la Compagnie générale transaérienne fut vendue à la Compagnie des messageries aériennes, les deux autres entreprises furent regroupées au sein de la Société anonyme Nieuport-Astra, au capital de 38 millions de francs. Le site d'Issy-les-Moulineaux en octobre n'emploie plus que 650 personnes en 1923.
Lionel de Marmier, d'octobre 1919 au 26 juin 1930, il est pilote d'essai chez Nieuport, pilote de ligne à la Compagnie Franco-roumaine de Navigation Aérienne puis pilote d'essai chez Potez. Il œuvre aussi à l'Aéropostale de 1930 à 1933. Le nouveau PDG de Nieuport-Astra était Gaston Gradis, gendre de Henry Deutsch de la Meurthe, aux côtés duquel on trouvait un directeur commercial, Léon Bazaine, un directeur administratif, M. Thomas, et un directeur technique, Gustave Delage. Ce dernier fut le véritable moteur de la firme d'Issy-les-Moulineaux jusqu'en 1932 et dès la création de la Société Anonyme Nieuport-Astra il fut décidé de désigner les avions produits par l'appellation Nieuport-Delage afin de distinguer les productions française et britannique. En fait Nieuport & General Aircraft Company, qui avait fermé ses portes en août 1920, fut rachetée par Gloucestershire Aircraft.
Gustave Delage était assisté de l'ingénieur Henry Kapférer (neveu de Henry Deutsch de la Meurthe), responsable de l'étude des dirigeables Astra (un département qui disparaîtra en 1925) et de l'ingénieur Mary, responsable de l'étude des avions et hydravions. L'ingénieur Bilhaut était chargé des études aérodynamiques, l'ingénieur Pillon du bureau d'études, et Robert Duhamel des produits Tellier, qui restèrent au catalogue de la firme jusqu'en 1923. Enfin, l'ingénieur Chaumarat était responsable de la production. 
Outre la production des chasseurs NiD.29, choisi par l'Aéronautique militaire pour remplacer avions de chasse livrés durant la Première Guerre mondiale, et l'entretien des appareils produits durant la guerre devenus des avions d'entraînement, Nieuport-Astra profita du revenu des licences de fabrication du NiD.29 pour réaliser de brillants avions de course. En 1925, elle ajouta à son catalogue les hélices métalliques et les produits de la société bordelaise Dyle et Bacalan. Ne comptant plus que 650 personnes en 1923, elle accepta également d'étudier et de produire sous contrat d'état des remorqueurs, des chalands et autres navires destinés aux colonies grâce à l'usine Tellier, tout comme des navires de plaisance et des hors-bord de vitesse qui connurent un certain succès en compétition. Gustave Delage dessina durant cette période plusieurs petits avions de transport comme le NiD.390 et le NiD.590, s'essayant même à l'aviation de tourisme avec l'aile volante Nieuport-Delage NiD.940.
Pour remplacer ses NiD.29 l'Armée de l'air française allait choisir une nouvelle génération de chasseurs dessinés par Gustave Delage, des sesquiplans qui avaient l'avantage d'offrir une meilleure visibilité vers le bas : En 1925 furent commandés 27 chasseurs monoplan Nieuport-Delage NiD.42 l'équipent. En 1928, une évolution, le NiD.62, fut construite à 322 exemplaires, puis le NiD.622 à 314 exemplaires en 1930.

## Loire-Nieuport
Pour tenter de redynamiser l'industrie aéronautique française, Victor Laurent Eynac, nommé ministre de l'Air le 11 novembre 1928, chercha à regrouper les industriels français dispersés, rivalisant pour des contrats sans suite. La Société générale aéronautique (SGA) fut donc constituée entre novembre 1929 et février 1930 avec le soutien financier de la Banque nationale de Crédit. Elle regroupait les avionneurs Hanriot (Paris et Bourges), CAMS (Sartrouville), SECM-Amiot (Colombes et Normandie), Nieuport et SAB (Bordeaux, ex Dyle et Bacalan), et le motoriste Lorraine-Dietrich (Argenteuil). La SGA devait se révéler un véritable gouffre financier. N'acceptant pas ses méthodes de gestion, Gustave Delage démissionna fin 1932. Quelques mois plus tard le conseil d'administration de Nieuport décida de quitter SGA, qui fit faillite fin 1934, et de chercher un autre partenaire. 
Un accord fut trouvé en février 1934 avec les Ateliers et Chantiers de la Loire, à Saint-Nazaire. En février 1937 Loire-Nieuport fut finalement nationalisée comme Société nationale des constructions aéronautiques de l'Ouest. La SNCAO fut la plus petite des six sociétés nationales, tandis que le nom Nieuport disparaissait du registre du commerce en mars 1937.

## Liste des appareils construits par les entreprises utilisant le nom Nieuport
- Nieuport I
- Nieuport II
- Nieuport III
- Nieuport IV
- Nieuport VI
- Nieuport X
- Nieuport 10
- Nieuport 11
- Nieuport 12
- Nieuport 16
- Nieuport 17
- Nieuport 18
- Nieuport 20
- Nieuport 21
- Nieuport 23
- Nieuport 24
- Nieuport 25
- Nieuport 27
- Nieuport Madon
- Nieuport 28
- Nieuport 29
- Nieuport 31
- Nieuport 32
- Nieuport 80
- Nieuport 81
- Nieuport 82
- Nieuport 140
- Nieuport 160
- Nieuport Monoplan
- Nieuport Nightjar
- Nieuport Scout
- Nieuport-Delage NiD.29
- Nieuport-Delage NiD.30T
- Nieuport-Delage NiD.31
- Nieuport-Delage NiD.32
- Nieuport-Delage NiD.33
- Nieuport-Delage NiD.37
- Nieuport-Delage NiD.38
- Nieuport-Delage NiD.390 à NiD.393
- Nieuport-Delage NiD.40R
- Nieuport-Delage NiD.42
- Nieuport-Delage NiD.43
- Nieuport-Delage NiD.44
- Nieuport-Delage NiD.450
- Nieuport-Delage NiD.46
- Nieuport-Delage NiD.48
- Nieuport-Delage NiD.50
- Nieuport-Delage NiD.52
- Nieuport-Delage NiD.540
- Nieuport-Delage NiD.560
- Nieuport-Delage NiD.570
- Nieuport-Delage NiD.580
- Nieuport-Delage NiD.590
- Nieuport-Delage NiD.60
- Nieuport-Delage NiD.62 et ses dérivés Nieuport-Delage NiD.622 à NiD.629
- Nieuport-Delage NiD.640 et NiD.641
- Nieuport-Delage NiD.650
- Nieuport-Delage NiD.690
- Nieuport-Delage NiD.72
- Nieuport-Delage NiD.740
- Nieuport-Delage NiD.80
- Nieuport-Delage NiD.81
- Nieuport-Delage NiD.82
- Nieuport-Delage NiD.83
- Nieuport-Delage NiD.84
- Nieuport-Delage NiD.85
- Nieuport-Delage NiD.940
- Nieuport-Delage NiD-120 à NiD.125
- Nieuport-Delage NiD.225
- Nieuport & General B.N.1
- Nieuport & General Nighthawk
- Loire-Nieuport LN 10
- Loire-Nieuport LN 40
- Loire-Nieuport LN 401
- Loire-Nieuport LN 161

## Galerie

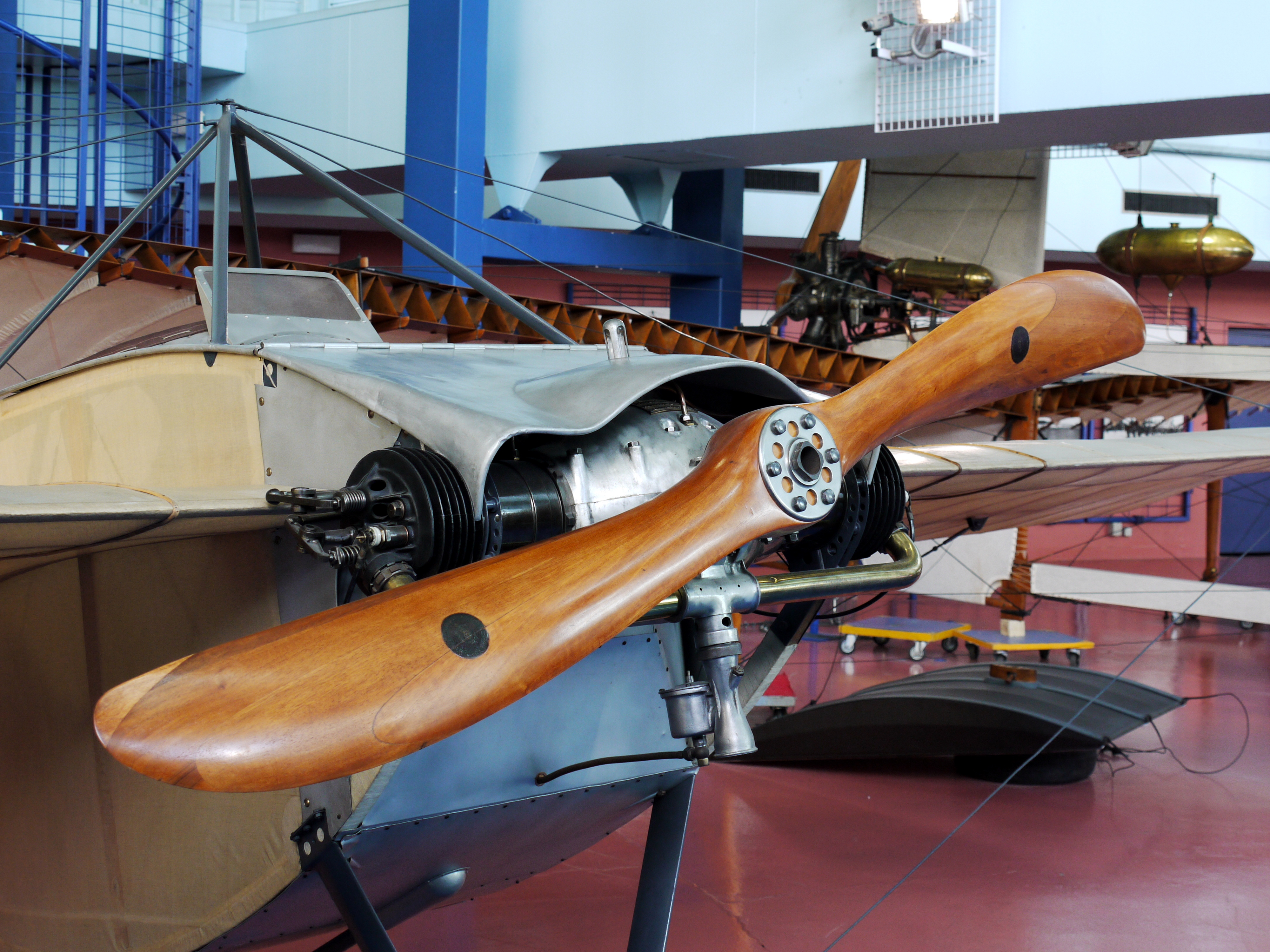
Nieuport 2N (gros plan)
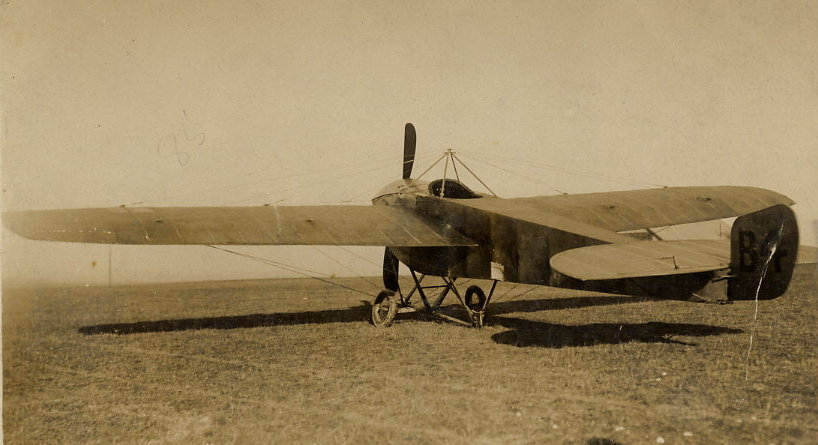
Nieuport IV.G
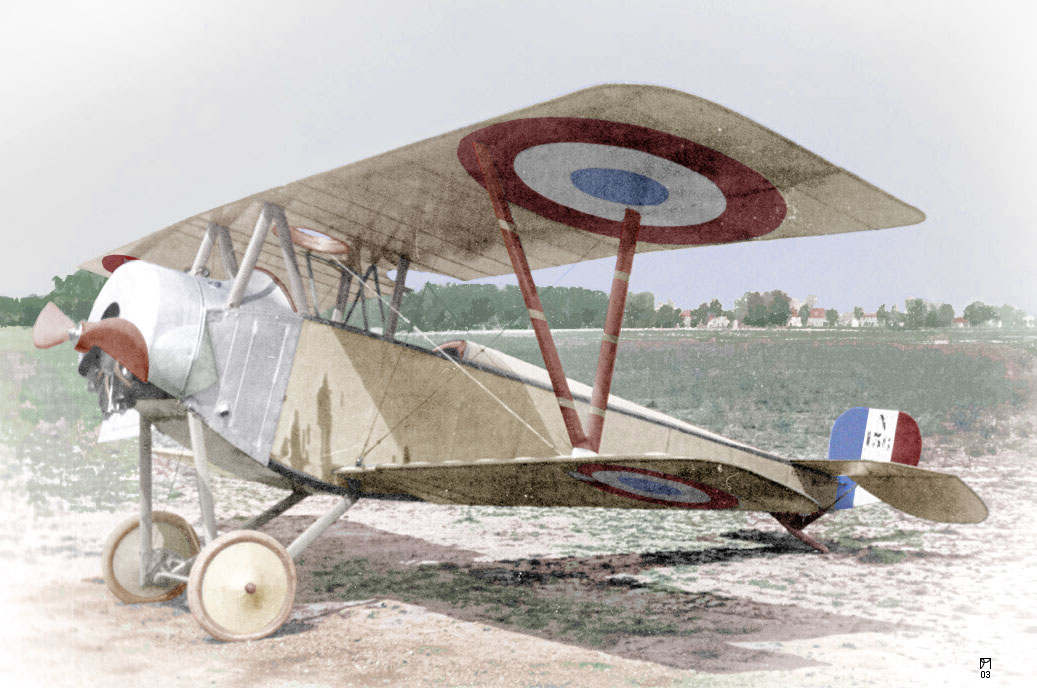
Nieuport 10 C.1
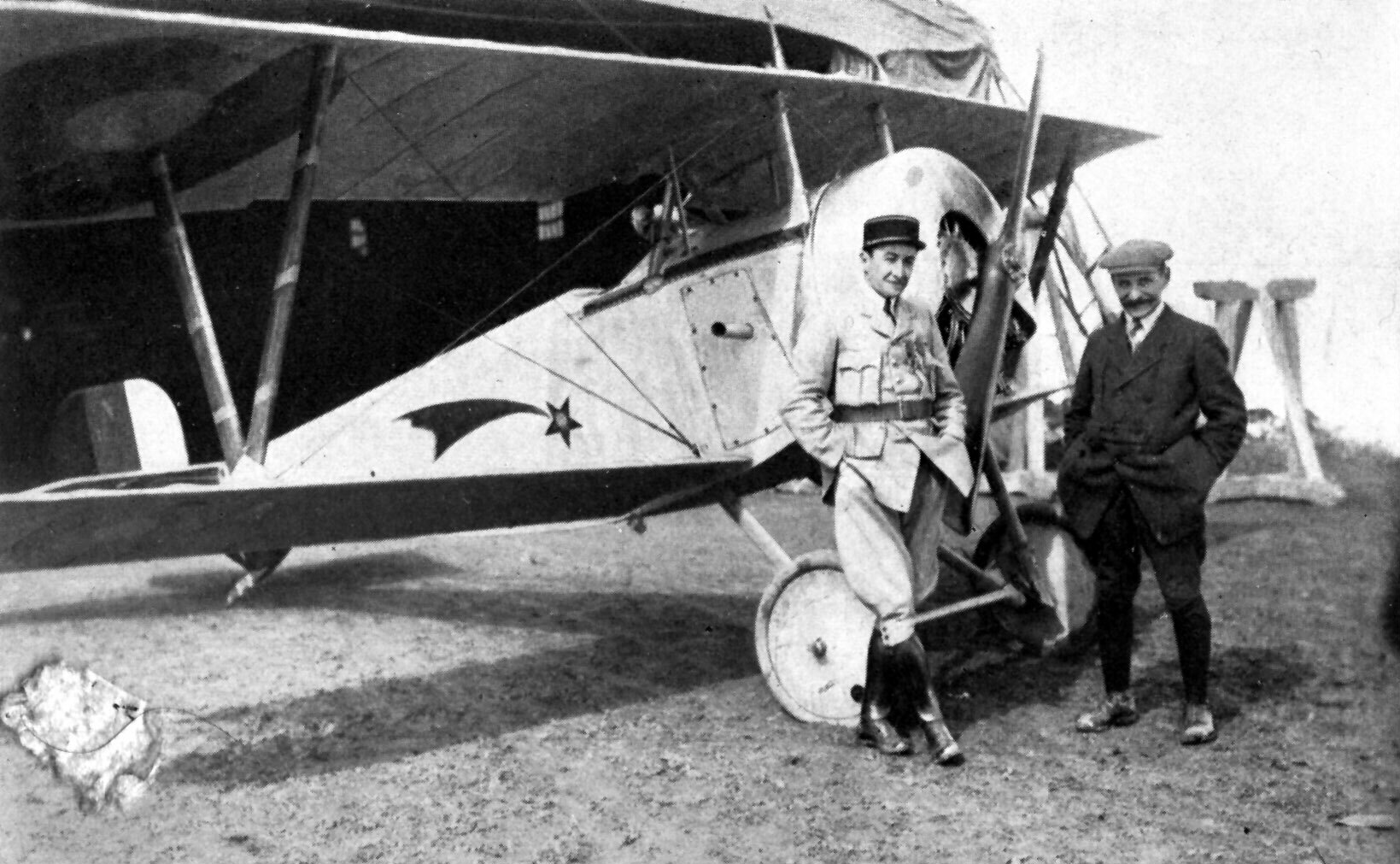
Nieuport 11 C.1
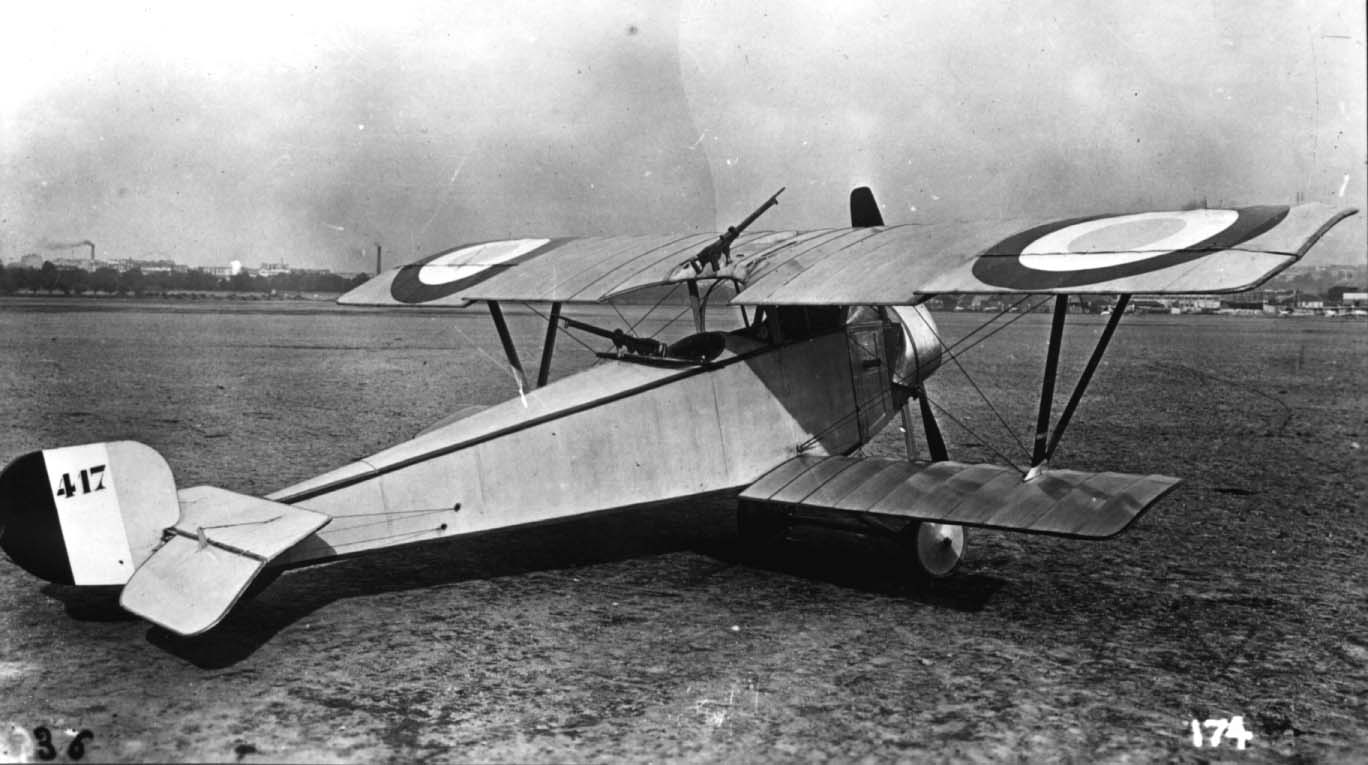
Nieuport 12 A.2 Prototype
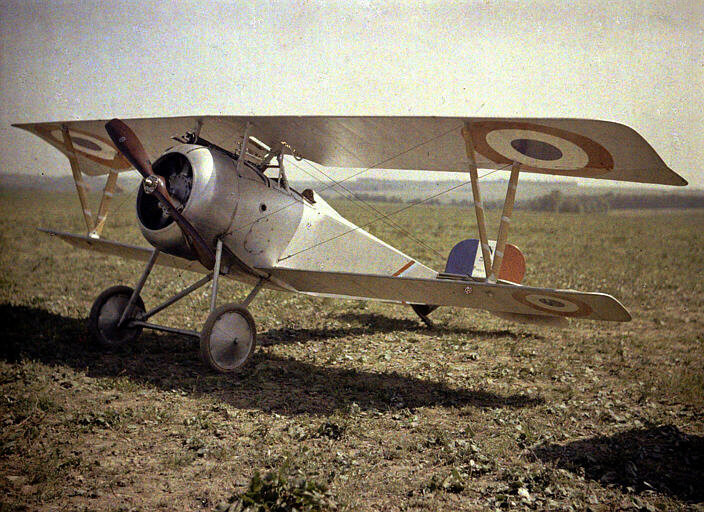
Nieuport 17 C.1
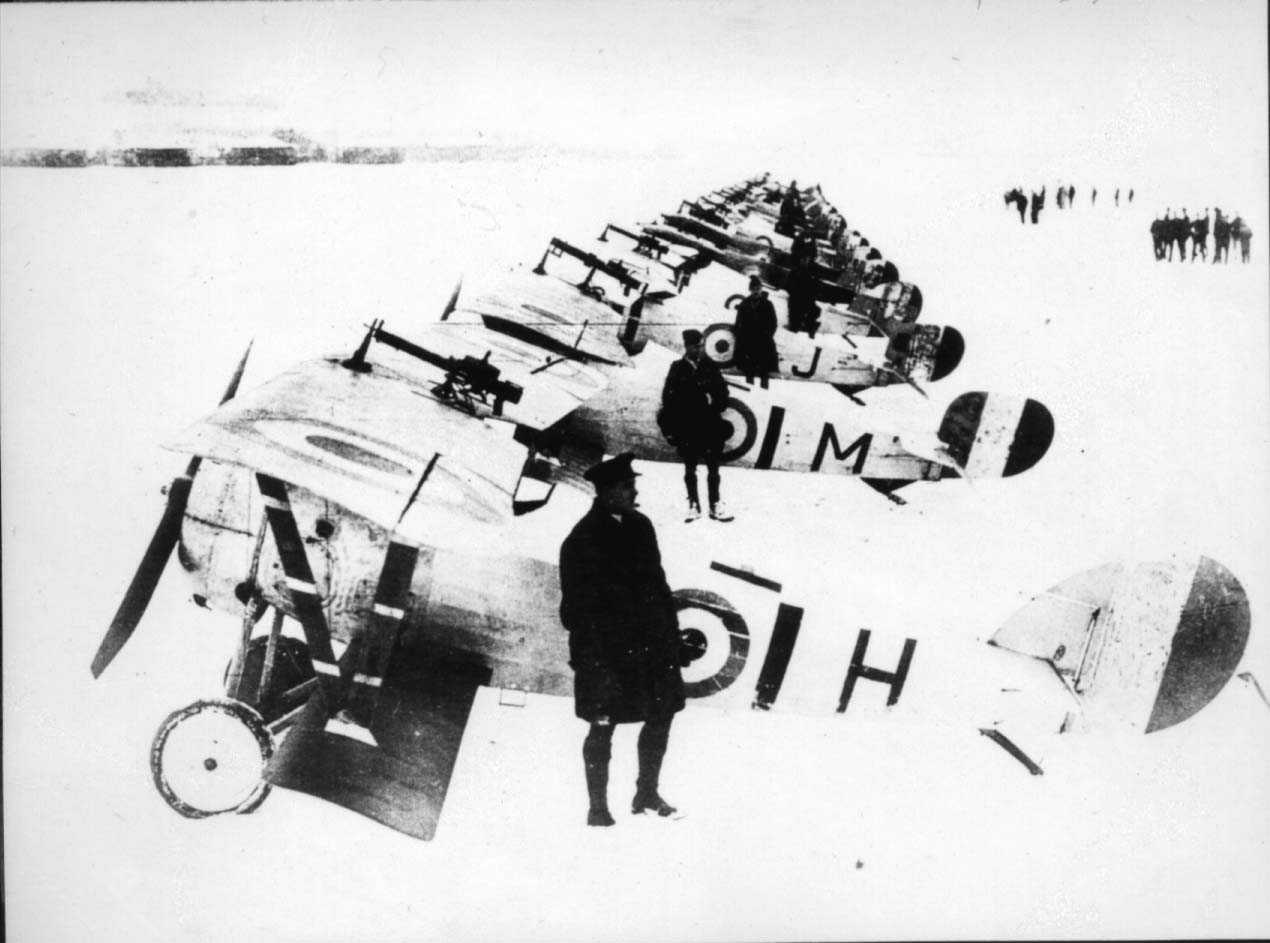
Nieuport 27 C.1 avec un Nieuport 24bis C.1 derrière
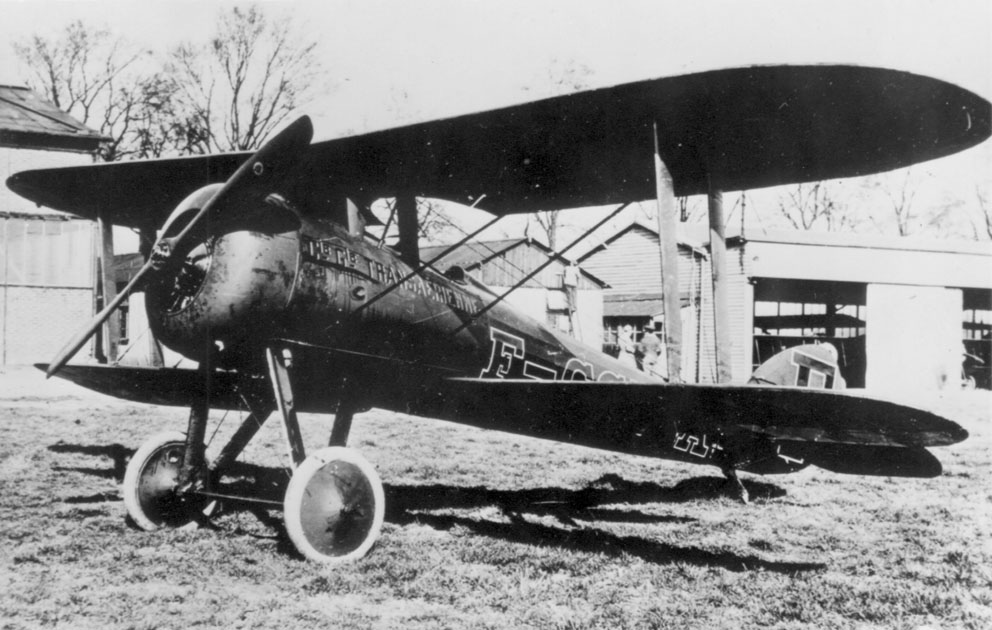
Nieuport 28 C.1
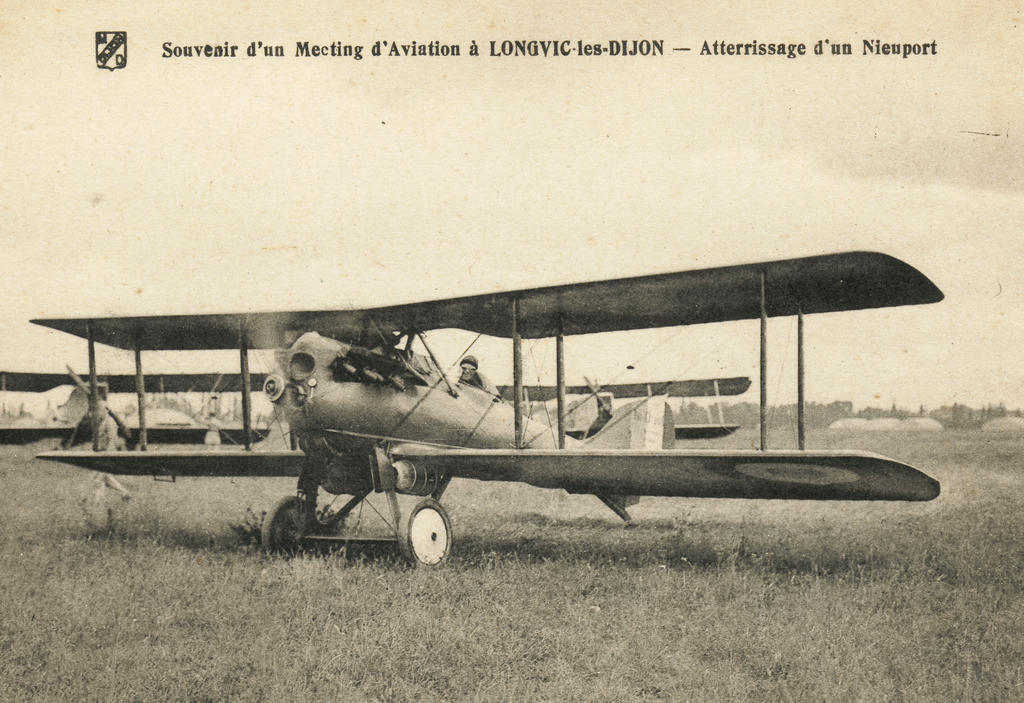
Nieuport-Delage 29 C.1
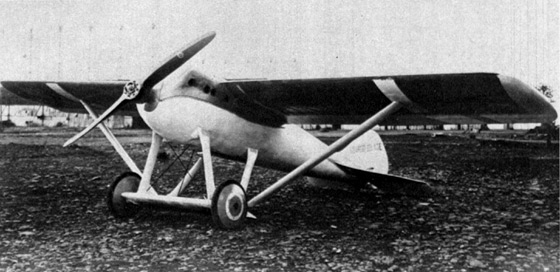
Nieuport 31
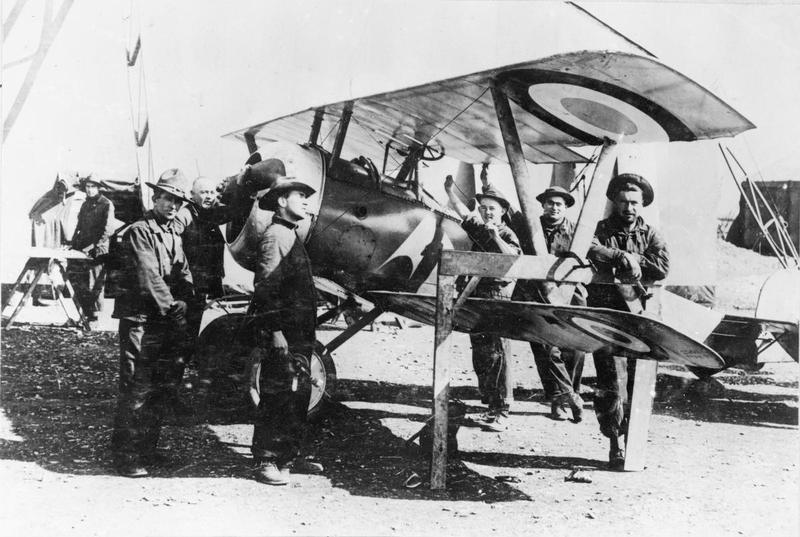
Nieuport Scout en cours de révision par des militaires américains.
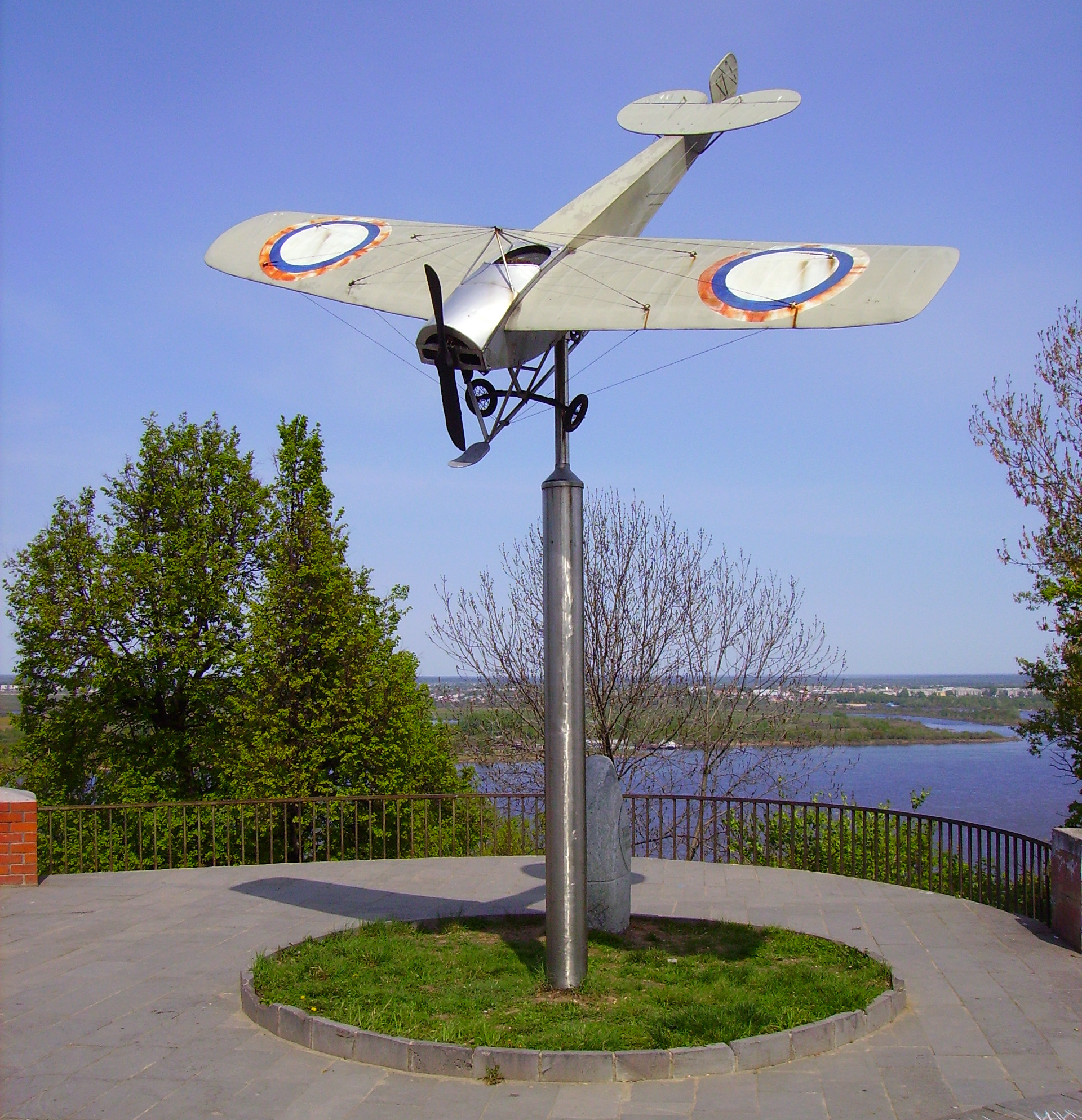
Monument dressé en l'honneur du Nieuport à  Nijni Novgorod.